# NEWJOURNEY
『NEWJOURNEY』（ニュージャーニー）は、2019年3月13日にEpic Records Japanから発売されたDEENの18枚目のオリジナル・アルバム。

## 解説
本作は「旅」をテーマとして制作されており、自分達の内に秘めている様々な国の音楽性を取り入れたアルバムに仕上げられている。
初回限定生産盤A（CD+Blu-ray Disc）、初回限定生産盤B（CD+DVD）、通常盤（CDのみ）の3形態で発売され、初回限定盤Aはプレミアム『NEWJOURNEY』トールパッケージ仕様で、特典として『オール台湾ロケスペシャルフォトブック』が封入されており、25周年記念ツアーBest of Bestのプレミアムライヴの音源がノーカットで収録されたBlu-rayが付属している。初回限定生産盤Bはスペシャル『NEWJOURNEY』スリーヴパッケージ仕様で、『テイルズ オブ ザ レイズ』のオープニングムービーや2つの「ミライからの光」のミュージックビデオが収録されたDVDが付属している。通常盤のみ「瞳そらさないで 〜Jawaiian Style〜」と「Power of Love 〜Jawaiian Style〜」がボーナストラックとして収録されている。

## 収録曲
1. Departure（0:31）
2. ミライからの光（4:40）
作詞：池森秀一 / 作曲：山根公路 / 編曲：侑音
47thシングル
『テイルズ オブ ザ レイズ』テーマソング
3. 1985（3:28）
作詞：池森秀一 / 作曲：山根公路 / 編曲：侑音
4. 君が欲しい 〜Sólo te quiero a ti.〜（3:45）
作詞：池森秀一 / 作曲：山根公路 / 編曲：侑音
5. 五番街のセレナーデ（4:22）
作詞：池森秀一 / 作曲：山根公路 / 編曲：篠崎裕
6. Aloha <Album Version>（5:12）
作詞:池森秀一・Rodeo V. Gonzaga / 作曲:山根公路 / 編曲：侑音
1作目の配信限定シングル
7. コリカンチャの祈り（3:41）
作詞：池森秀一 / 作曲：山根公路 / 編曲：篠崎裕
8. 古里（3:56）
作詞：池森秀一 / 作曲：山根公路 / 編曲：篠崎裕
9. Forever Friends（3:16）
作詞：山根公路 / 作曲：山根公路 / 編曲：篠崎裕
10. VIVA LA CARNIVAL（3:55）
作詞：池森秀一 / 作曲：山根公路 / 編曲：桂尚子
11. 蒼星（4:17）
作詞：池森秀一 / 作曲：山根公路 / 編曲：桂尚子
12. Arrival（0:33）
13. 瞳そらさないで 〜Jawaiian Style〜（4:52）
作詞：坂井泉水 / 作曲：織田哲郎 / 編曲：侑音
2作目の配信限定シングル
通常盤のみのボーナストラック
14. Power of Love 〜Jawaiian Style〜（4:05）
作詞：池森秀一 / 作曲：DEEN / 編曲：侑音
3作目の配信限定シングル
通常盤のみのボーナストラック

### Blu-ray Disc（初回限定生産盤A）
1. 夢であるように
2. このまま君だけを奪い去りたい
3. 翼を広げて
4. Memories
5. 永遠をあずけてくれ
6. 瞳そらさないで
7. Teenage dream
8. 未来のために
9. LOVE FOREVER
10. ひとりじゃない
11. SUNSHINE ON SUMMER TIME
12. 素顔で笑っていたい
13. 君がいない夏
14. 遠い空で
15. 1985
16. 君が欲しい 〜Sólo te quiero a ti.〜
17. 永遠の明日
18. STRONG SOUL
19. 果てない世界へ
20. 君さえいれば
21. Future
22. 蒼星
23. Go Cozzy Go!
24. 君が僕を忘れないように 僕が君をおぼえている
25. ミライからの光

### DVD（初回限定生産盤B）
1. テイルズ オブ ザ レイズ フェアリーズ レクイエム オープニング・ムービー
2. ミライからの光 Music Video（テイルズ オブ ザ レイズVersion）
3. ミライからの光 Music Video